# Феліпе Родрігес
Феліпе Родрігес дос Сантос або просто Феліпе Родрігес (порт.-браз. Felipe Rodrigues dos Santos / Felipe Rodrigues; нар. 31 жовтня 1995, Сан-Паулу, Бразилія) — бразильський футболіст, гравець полтавської «Ворскли». Здебільшого виступає на позиції правого захисника, але за потреби може зіграти й центрального захисника або ж опорного півзахисника.

## Життєпис
Народився в Сан-Паулу. Юнацьку кар'єру завершив у «Паулісті». На дорослому рівні розпочав кар'єру в складі «Діадеми» в сезоні 2013 року. За першу команду клубу дебютував 5 березня 2014 року в перерві програного (1:2) виїзного поєдинку Ліги Паулісти проти «Оесте»; тринадцять днів по тому відзначився першим голом у дорослій команді, відзначився першим голом у нічийному (4:4) поєдинку проти «Можи-Мірім».
10 грудня 2015 року підписав контракт з «Аудакс». Залишався резервним гравецем, з’явився у восьми матчах Ліги Паулісти 2016 року, а 21 лютого відзначився голом ударом бісеклетою проти «Агуа Санта».
Після встановлення партнерства з «Аудаксом», виступав в оренді за «Оесте» в Серії В 2016.
25 травня 2017 року орендований на один рік «Сантусом», де спочатку був переведений до другої команди.
8 січня 2018 року відданий в оренду на один рік іншому клубу вищого дивізіону, «Спорт Ресіфі».
3 липня 2018 року відправився в оренду до кінця сезону до клубу Серії B «Гуарані».
У середині липня 2022 року підписав 2-річний контракт з «Ворсклою». У футболці полтавського клубу дебютував 21 липня 2022 року в переможному (3:2) домашньому поєдинку другого кваліфікаційного раунду Ліги конференцій проти АІКа. Феліпе вийшов на поле на 88-й хвилині, замінивши Венсана Тілля.

## Статистика виступів

### Клубна
Станом на 3 листопада 2020
| Клуб                    | Сезон             | Ліга                          | Ліга  | Ліга | Чемпіонат штату | Чемпіонат штату | Кубок | Кубок | Континентальні | Континентальні | Інші  | Інші | Total | Total |
| Клуб                    | Сезон             | Дивізіон                      | Матчі | Голи | Матчі           | Голи            | Матчі | Голи  | Матчі          | Голи           | Матчі | Голи | Матчі | Голи  |
| ----------------------- | ----------------- | ----------------------------- | ----- | ---- | --------------- | --------------- | ----- | ----- | -------------- | -------------- | ----- | ---- | ----- | ----- |
| «Діадема»               | 2013              | Другий дивізіон Ліги Паулісти | —     | —    | 6               | 0               | —     | —     | —              | —              | —     | —    | 6     | 0     |
| «Пауліста»              | 2014              | Ліга Пауліста                 | —     | —    | 3               | 1               | —     | —     | —              | —              | 14    | 0    | 17    | 1     |
| «Пауліста»              | 2015              | Серії A2 Ліги Паулісти        | —     | —    | 11              | 1               | —     | —     | —              | —              | 11    | 1    | 22    | 2     |
| «Пауліста»              | Загалом           | Загалом                       | —     | —    | 14              | 2               | —     | —     | —              | —              | 25    | 1    | 39    | 3     |
| «Одакс»                 | 2016              | Серія D                       | 0     | 0    | 8               | 1               | —     | —     | —              | —              | —     | —    | 8     | 1     |
| «Одакс»                 | 2017              | Серія D                       | 0     | 0    | 11              | 2               | 2     | 0     | —              | —              | —     | —    | 13    | 2     |
| «Одакс»                 | Загалом           | Загалом                       | 0     | 0    | 19              | 3               | 2     | 0     | —              | —              | —     | —    | 21    | 3     |
| «Оесте» (оренда)        | 2016              | Серія B                       | 26    | 1    | —               | —               | —     | —     | —              | —              | —     | —    | 26    | 1     |
| «Сантус» (оренда)       | 2017              | Серія A                       | 0     | 0    | —               | —               | —     | —     | —              | —              | 17    | 1    | 17    | 1     |
| «Спорт Ресіфі» (оренда) | 2018              | Серія A                       | 0     | 0    | 5               | 0               | 1     | 0     | —              | —              | 0     | 0    | 6     | 0     |
| «Гуарані» (оренда)      | 2018              | Серія B                       | 10    | 1    | —               | —               | —     | —     | —              | —              | —     | —    | 10    | 1     |
| «Віла-Нова»             | 2019              | Серія B                       | 13    | 0    | 6               | 0               | 4     | 0     | —              | —              | —     | —    | 23    | 0     |
| «Новорізонтіну»         | 2020              | Серія D                       | 8     | 1    | 2               | 0               | 0     | 0     | —              | —              | —     | —    | 10    | 1     |
| Усього за кар'єру       | Усього за кар'єру | Усього за кар'єру             | 44    | 3    | 46              | 5               | 3     | 0     | 0              | 0              | 41    | 1    | 134   | 9     |

1. 1 2 3  Усі матчі в кубку Паулісти